# Adalberto de Praga

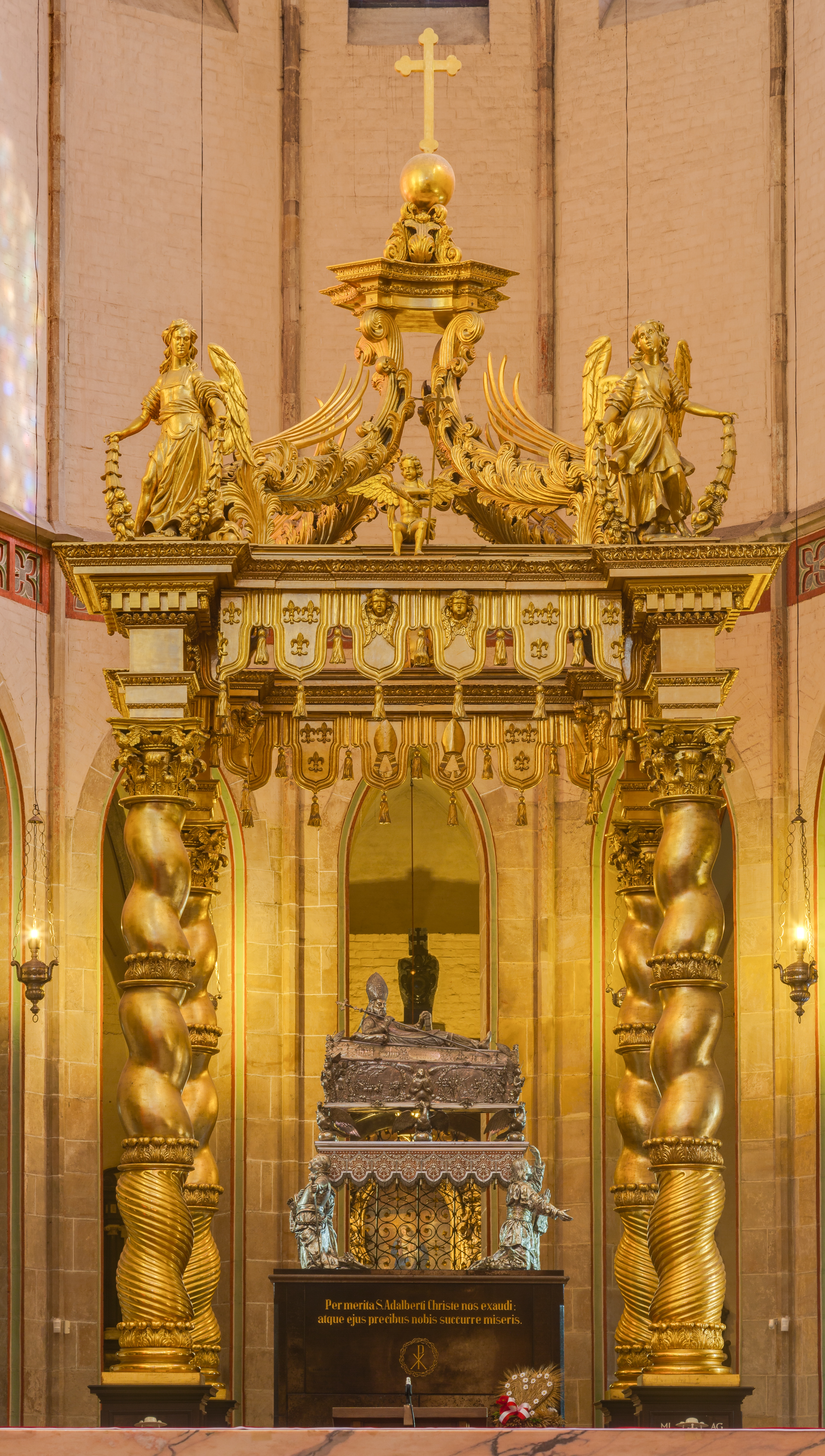
Relicario de plata en la catedral de Gniezno, Polonia.

San Adalberto de Praga (en polaco: Wojciech; en checo: Vojtěch; en húngaro: prágai Szent Adalbert, c. 956-23 de abril de 997) fue obispo de Praga y santo católico.

## Primeros años

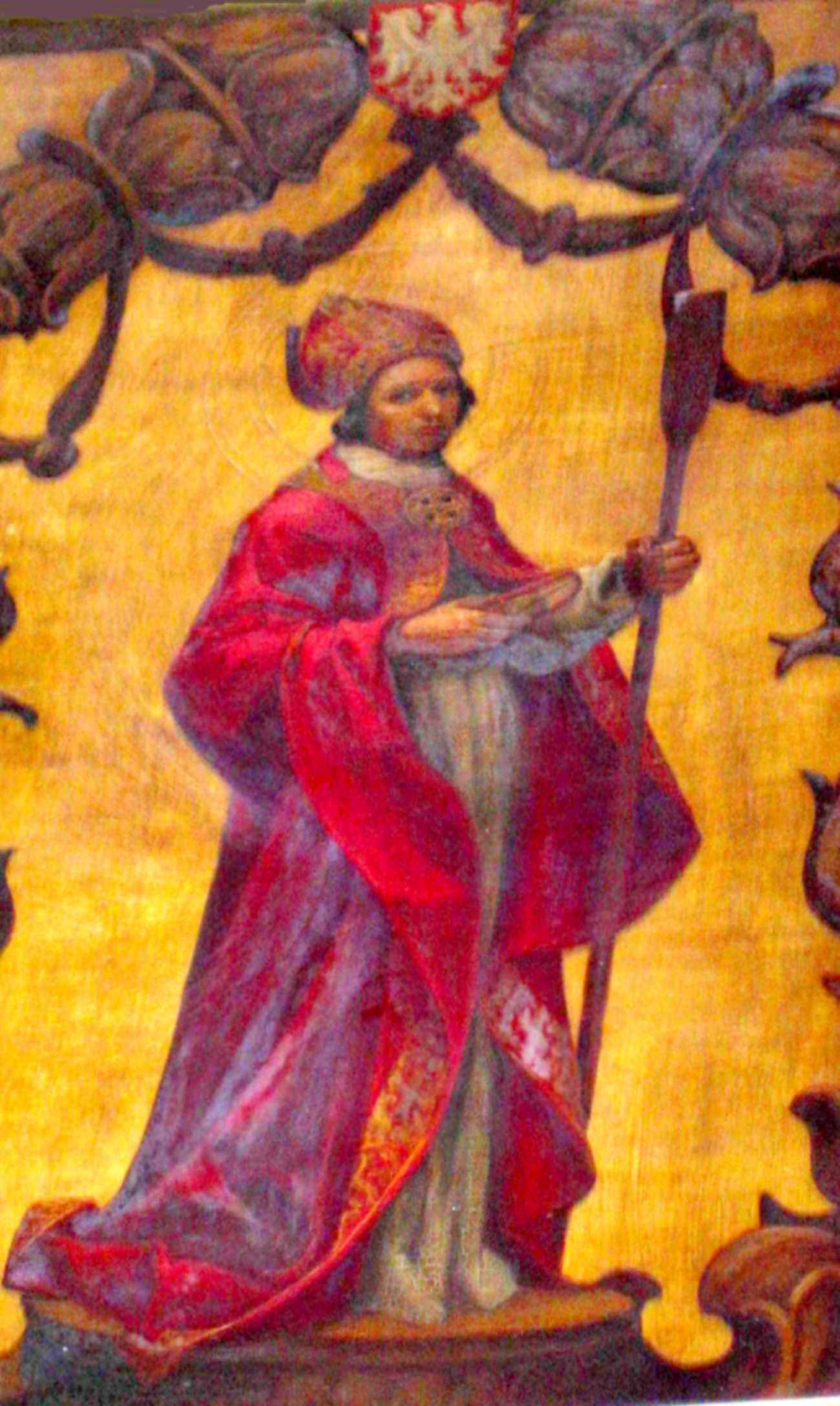
San Adalberto de Praga

Fue obispo de Praga en el siglo X y murió martirizado cuando trataba de convertir al cristianismo a las tribus bálticas de Prusia. Es el santo patrón de Bohemia, Polonia, Hungría y Prusia.
Nació en Libice nad Cidlinou (Bohemia) en el seno de la familia Slavnikovci, muy poderosa y rival de los Přemyslidas. Estudió durante doce años en Magdeburgo, bajo la tutela del arzobispo Adalberto (que más tarde sería San Adalberto de Magdeburgo), de quien, al morir, tomaría el nombre para rendirle homenaje.

## Nombramiento como obispo en el Principado de Bohemia
El 3 de abril de 983 fue nombrado obispo de Praga a petición del príncipe Boleslav II de Bohemia. Pronto se sintió enormemente frustrado por el estilo de vida que llevaban sus fieles, que era realmente pagano. En 989 se fue a Roma para solicitar al papa que le relevara de sus cargos y así permanecería cuatro años en Italia, exiliado como monje en Montecasino. En 992, el arzobispo de Maguncia le pidió que volviera a dirigir el obispado de Praga, por lo que regresó a Bohemia acompañado de unos cuantos monjes benedictinos. Posteriormente, con la ayuda del príncipe bohemio Boleslav II fundó, en 993, en Brevnov la primera abadía benedictina de Bohemia. Puesto que mantuvo malas relaciones con los paganos en Bohemia, decidió regresar a Roma, haciendo una escala en el Principado de Hungría.

## Adalberto en el Principado de Hungría
Cerca de 972, el Gran Príncipe húngaro Géza abrió las fronteras a misioneros cristianos. Estimando un mayor acercamiento al mundo civilizado medieval, Géza pidió en 993 a San Adalberto que lo bautizase a él y a su hijo Vajk, el cual adoptaría el nombre de Esteban y posteriormente sería conocido como San Esteban I de Hungría. San Adalberto fue su tutor y lo introdujo al latín y al cristianismo. En 995 su familia fue masacrada por los hombres de Boleslav II, muerte de la que escapó Adalberto por hallarse fuera del país. En 996 se trasladó nuevamente al Principado de Hungría, pero esta vez junto con su discípulo San Anastasio, al cual dejaría encargado de la misión cristianizadora en el principado húngaro.
Por todo esto, la primera basílica de la ciudad húngara de Estrigonia fue santificada en honor de san Adalberto.

## Cristianización de Prusia

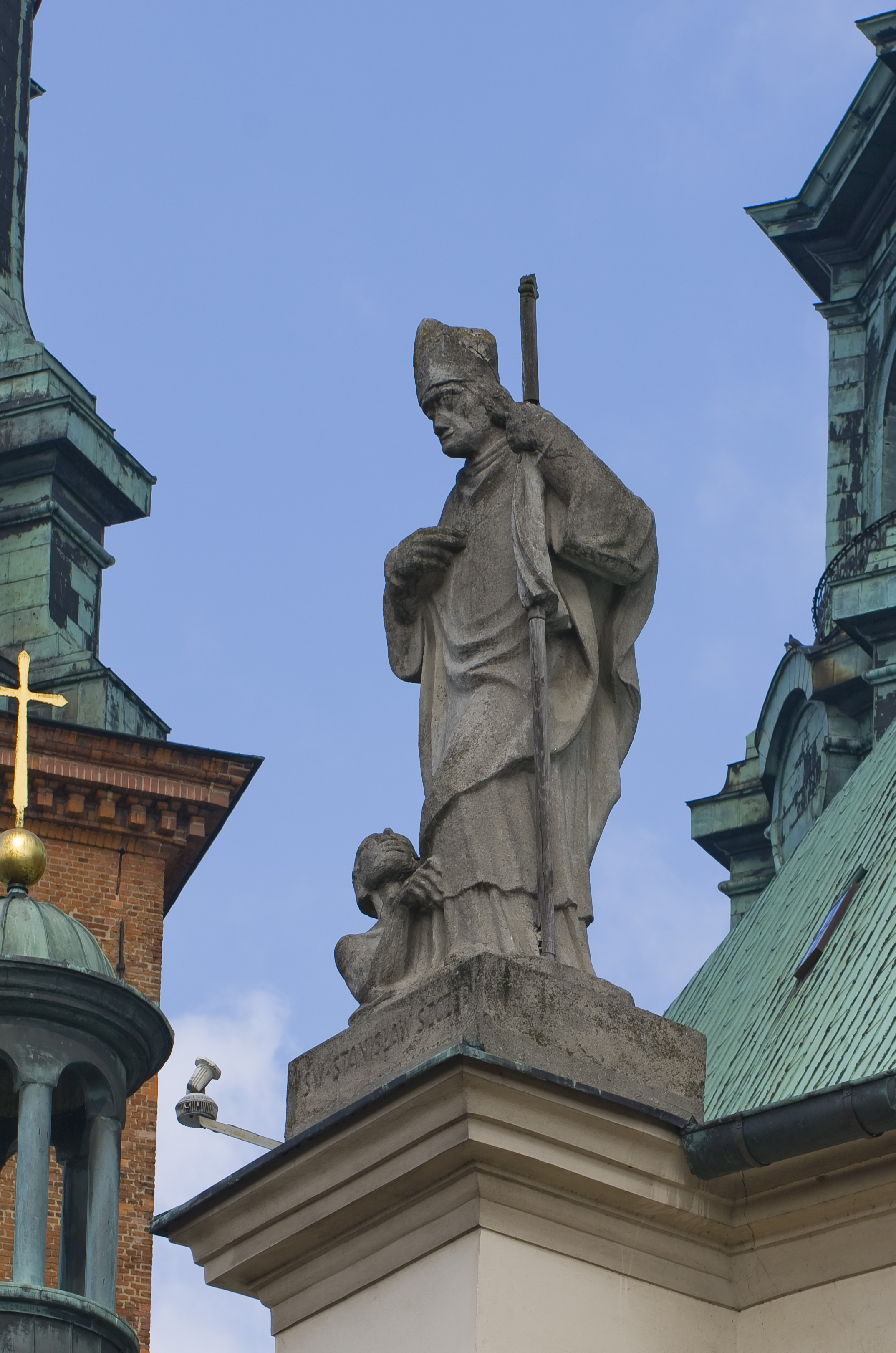
Estatua de San Adalberto de Praga.

Tomó entonces la decisión de convertir a los prusianos. El duque Boleslao I el Bravo, futuro rey de Polonia, le apoyó y le ofreció una escolta militar que le acompañaría hasta Danzig. Sin embargo, las tribus prusianas se mostraron muy renuentes a sus prédicas cristianas. El 23 de abril de 997, los paganos le decapitaron cerca de Trusol y su cabeza fue empalada.

## El legado de San Adalberto y canonización
Según cuenta la leyenda, el duque Boleslao I el Bravo compró el cuerpo del mártir pagando su peso en oro y lo hizo llevar a Gniezno para ser enterrado allí. Después de su canonización, en 999, su tumba se convirtió en un lugar de peregrinaje y su vida fue relatada en numerosas biografías (Vita Sacti Adalberti) escritas, casi todas, en Roma, Lieja y en Aquisgrán.
En el año 1000, Otón III fue en peregrinaje a Gniezno para rendir homenaje a San Adalberto.

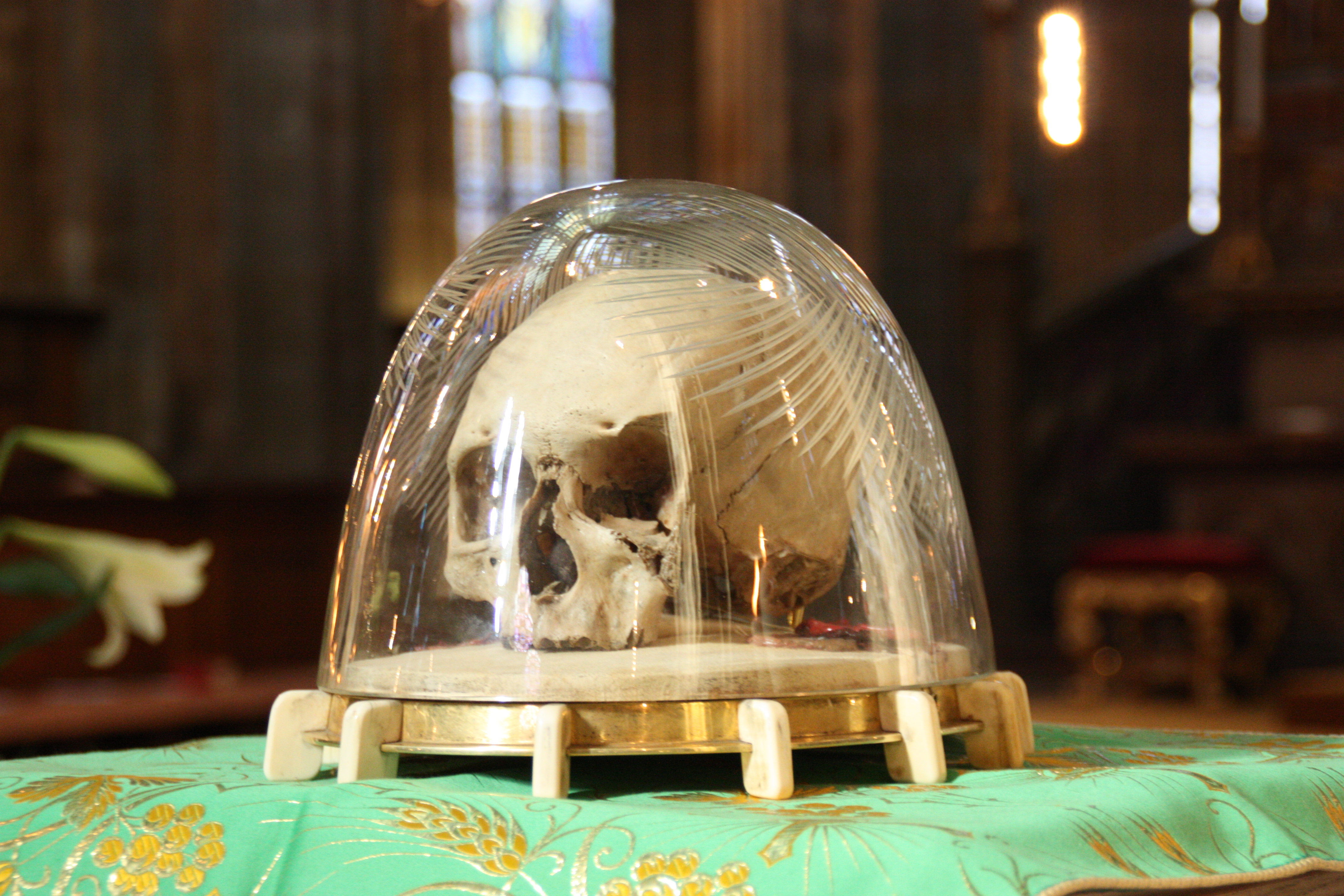
Reliquia de Adalberto de Praga

En 1038, los checos del príncipe Bretislav I atacaron Polonia, invadieron Silesia, destruyeron Poznań y Gniezno en 1039 e hicieron desaparecer las reliquias de San Adalberto. Según se cuenta los polacos consiguieron conservar algunas reliquias. Actualmente, San Adalberto tiene dos tumbas, una en Praga y otra en Gniezno. La autenticidad de las reliquias es harto dudosa, pues, al parecer, el santo tiene dos cabezas, una en Praga y otra en Gniezno.
Por sus acciones, San Adalberto hizo de Bohemia una nación importante en la Europa cristiana. Legitimó a Boleslav I el Bravo consagrándole como rey y reforzó así la posición de Polonia frente a sus vecinos. Influyó notablemente en la política de Otón III, que se apoyó en los eslavos para consolidar el Sacro Imperio Romano Germánico.
La festividad de San Adalberto de Praga se celebra el 23 de abril.